# Baureihe ET 25
Baureihe ET 25 – elektryczny zespół trakcyjny produkowany w latach 1935–1938 dla kolei niemieckich.

## Historia
Po zelektryfikowaniu linii kolejowych kolej niemiecka potrzebowała zespołów trakcyjnych do prowadzenia pociągów pasażerskich. Pierwszy wyprodukowano w styczniu 1935 roku. Wyprodukowano 39 zespołów trakcyjnych, które stacjonowały w lokomotywowni w Monachium oraz we Wrocławiu. Zespoły trakcyjne eksploatowano na górskich liniach kolejowych na Śląsku. Niektóre zespoły trakcyjne eksploatowano w Bawarii. Jeden zespół trakcyjny zachowano jako eksponat zabytkowy.